# オックスフォード大学自然史博物館
オックスフォード大学自然史博物館（オックスフォードだいがくしぜんしはくぶつかん、Oxford University Museum of Natural History, OUMNH）は、イングランド、オックスフォード、Parks Roadに位置する博物館。オックスフォード大学の自然史標本を多く展示する。オックスフォード大学の化学、動物学、数学の学部が使用する講堂も設けられている。隣接するピット・リヴァース博物館に一般人が行くには、この博物館を通る必要がある。

## 歴史

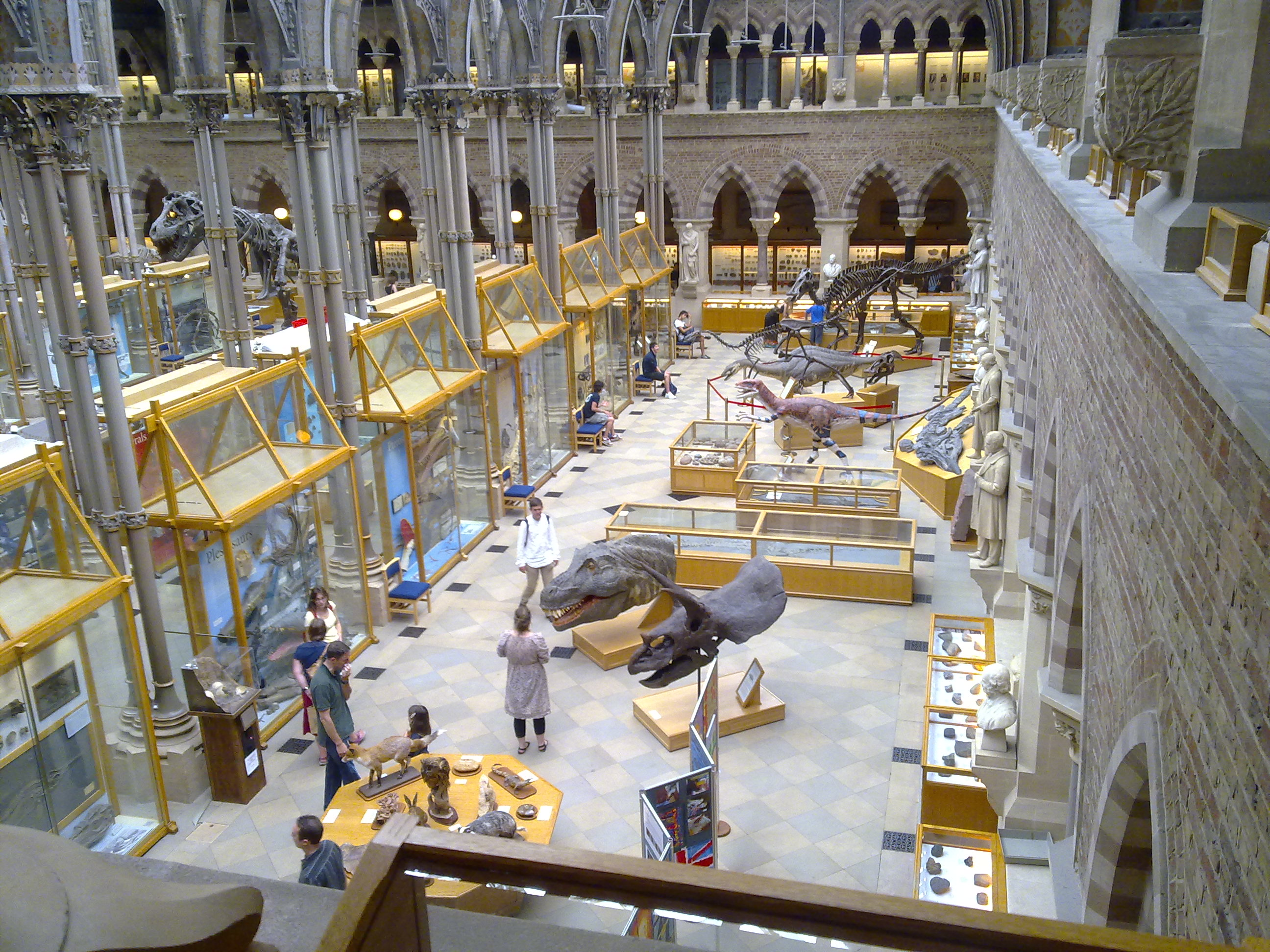
2023-24年のリノベーション前のダイナソーギャラリー

オックスフォード大学の自然科学優等コース (Honour School of Natural Science) は1850年に設立されたが、その教育施設はオックスフォード内のさまざまなカレッジに散在していた。大学の解剖学および自然史の標本のコレクションも同様に散在していた。医学欽定教授のヘンリー・アクランド卿は科学のあらゆる面を中央の展示エリア周辺に集約するために、1855年から1860年にかけて博物館の建設を開始した。博物館は1860年に正式に開館したが、それ以前の1858年に様々な学部が建物内に入居していた。1858年にアクランドは博物館に関する講演を行い、建設目的を説明した。アクランドは大学が提供する学習形態が主に神学、哲学、古典、歴史に偏っているとみなし、「至高の創造主が我々を構成員として想像した偉大な物質的計画に関する知識」を得る機会を提供すべきだとした。自然を神の第二の書物とするこの考えは19世紀に広く受け入れられた。
コレクションの大部分は、アシュモレアン博物館からの自然史標本で構成されており、これにはジョン・トラデスカント、同名の息子、ウィリアム・ジョン・バーチェルおよび地質学者のウィリアム・バックランドにより収集された標本が含まれる。クライストチャーチ博物館は、骨学および生理学の標本を寄贈したが、その多くはアクランドが収集したものであった。博物館の建設費用は聖書の販売収入により賄われた。
1885年から1886年に東側に新たな建物が建設され、オーガスタス・ピット・リヴァース大将の民俗学コレクションを収蔵した（ピット・リヴァース博物館）。19世紀の考え方では、神の手によって作られたもの（自然史）と人間の手により作られたもの（人類学）を区別することが非常に重要であった。
2023年から2024年の間にリノベーションされ、レイアウトが変更された。

## 建物

ギャラリー階の内装

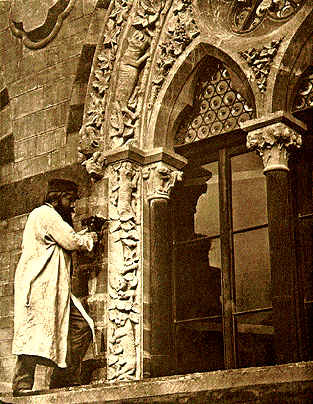
動物と植物の彫刻をするジェームズ・オシェイ

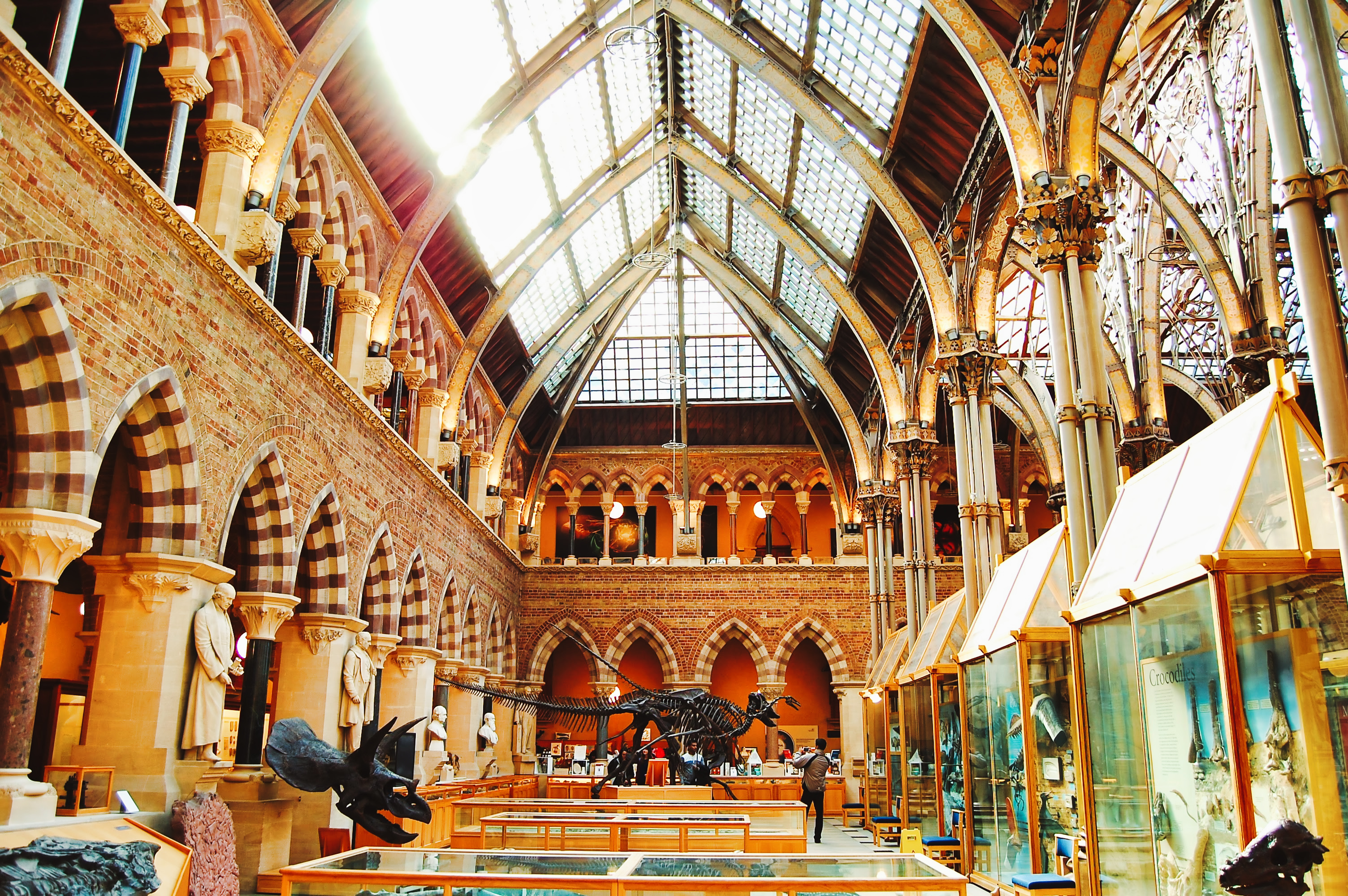
屋根と恐竜展示ホール

ネオゴシックの建物であり、アイルランドの建築家トマス・ニューナム・ディーンとベンジャミン・ウッドワード（主にウッドワード）により設計された。美術館の設計は批評家ジョン・ラスキンの著作に直接影響を受けており、ラスキンは建設中にウッドワードに様々な提案をするなど関りがあった。ルーカス・ブラザーズによる建設は1855年に始まり、1860年に入居可能となった。
中庭の1階には、アリストテレスやベーコンからダーウィンやリンネに至るまでの著名な科学者たちの像が並んでいる。大学が建物の建設費を負担したが、装飾は公募により賄われ、その多くは未完成のままである。アイルランドの彫刻師家オシェイとウィーランは、ゴシック様式の生き生きとしたフリーハンドの彫刻を制作するために雇われていた。資金が枯渇すると、彼らは無報酬で制作することを申し出たが、大学のコンボケーションの会員から、許可されていない作品を追加して建物の「外観を損なった」と非難された。アクランドによると、オシェイ兄弟はコンボケーションの会員を建物の入り口の上方に置かれたオウムとフクロウの彫刻として風刺的に描くことで対抗した。アクランドは、兄弟にこれらの彫刻から頭部を取り除かせたと主張している。
1954年1月12日、ピッツ・リヴァース博物館とともに1級の指定建造物となった。

## 重要な出来事

### 1860年の進化論争
1860年、英国科学振興協会の会議において、進化生物学の歴史における重要な論争がオックスフォード大学自然史博物館で行われた。教会と科学の代表者が進化について議論した。この出来事は、創世記の創造物語の文字通りの解釈の敗北を象徴するものと捉えられることが多い。しかしながら、この論争に関する目撃証言はほとんどなく、ほとんどの記録は科学者により書かれたものである。
この出来事に関する全ての記録はダーウィン主義の支持者が最も説得力があったことを示唆しているが、ハクスリー支持者の報告ではダーウィンの理論の支持をさらに強くするために議論の正確な性質がよりセンセーショナルに描かれた可能性が高いと思われる。

### 2024年オックスフォード大学親パレスチナ派キャンパス占拠

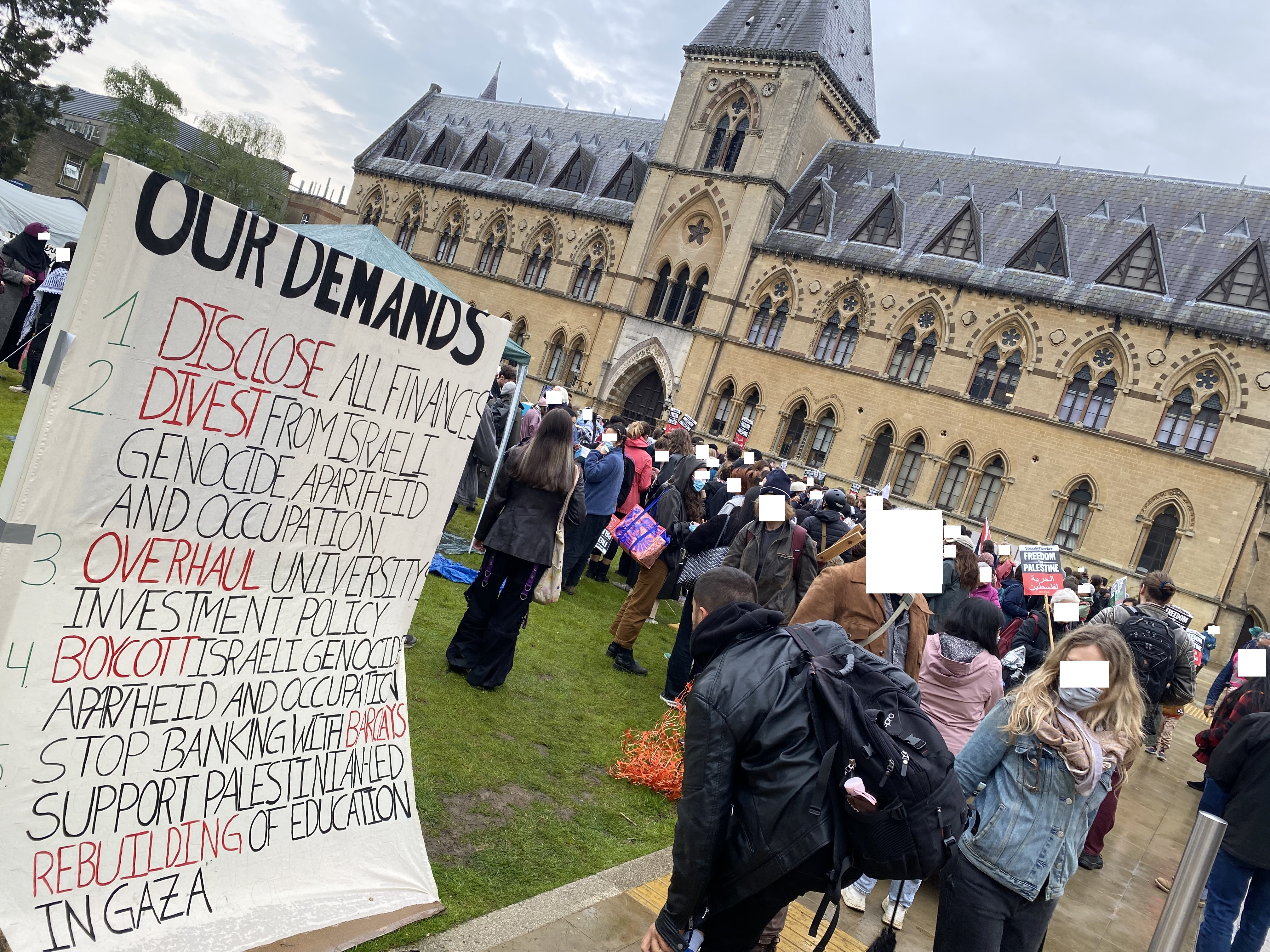
2024年オックスフォードパレスチナ連携キャンプの入り口

2024年5月6日、博物館の前庭にパレスチナ連携キャンプが設置された。これにより、2024年オックスフォード大学親パレスチナ派キャンパス占拠が始まった。

## 今日の状況

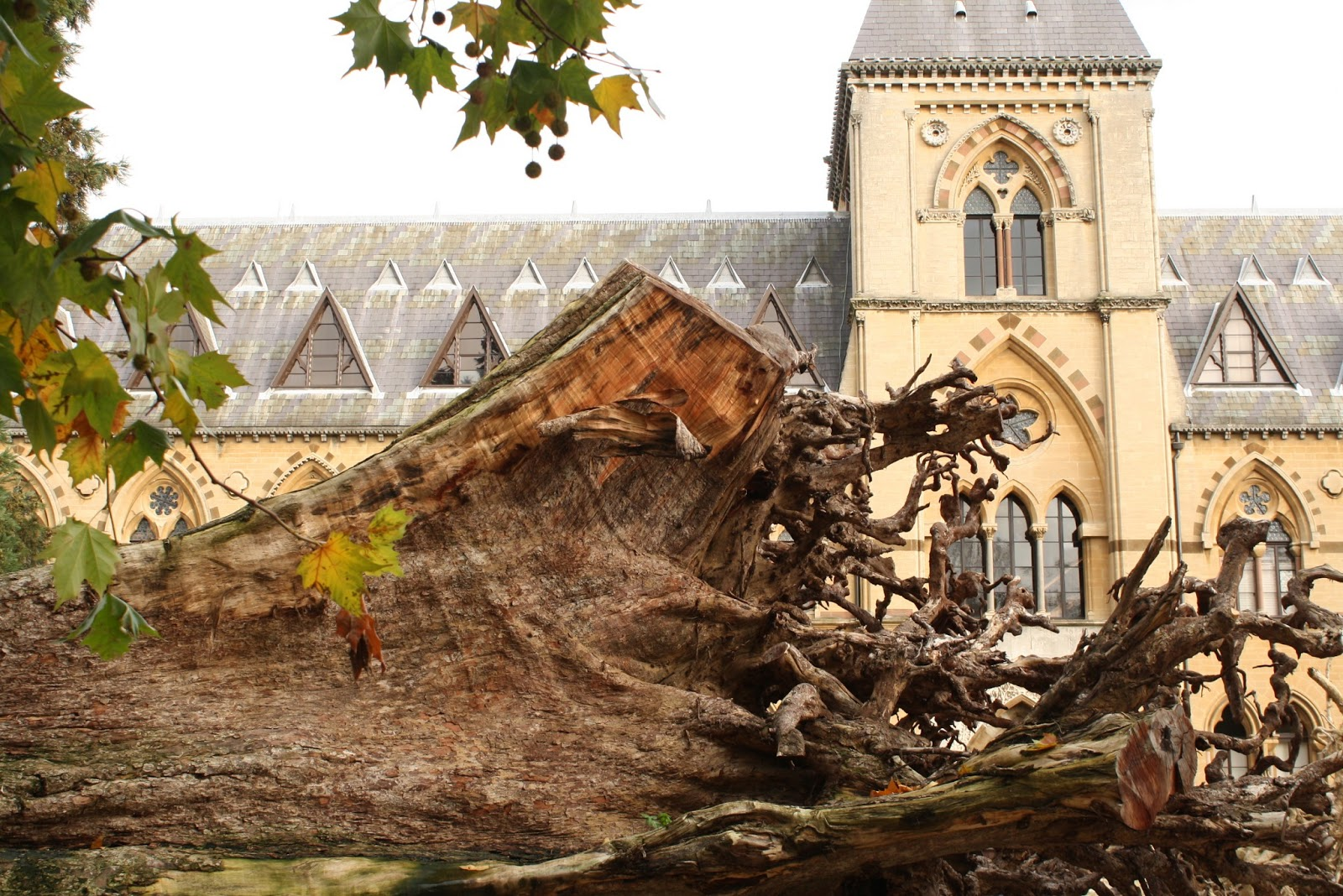
2011年3月に美術館の前に「ゴーストフォレスト」のインスタレーションが置かれている。

2023年現在は、バーミンガム大学の地理学・地球・環境科学部の学部長を務めていたM・ポール・スミスが館長を務めており、2011年にウィリアム・ジェームス・ケネディから引き継いだ。

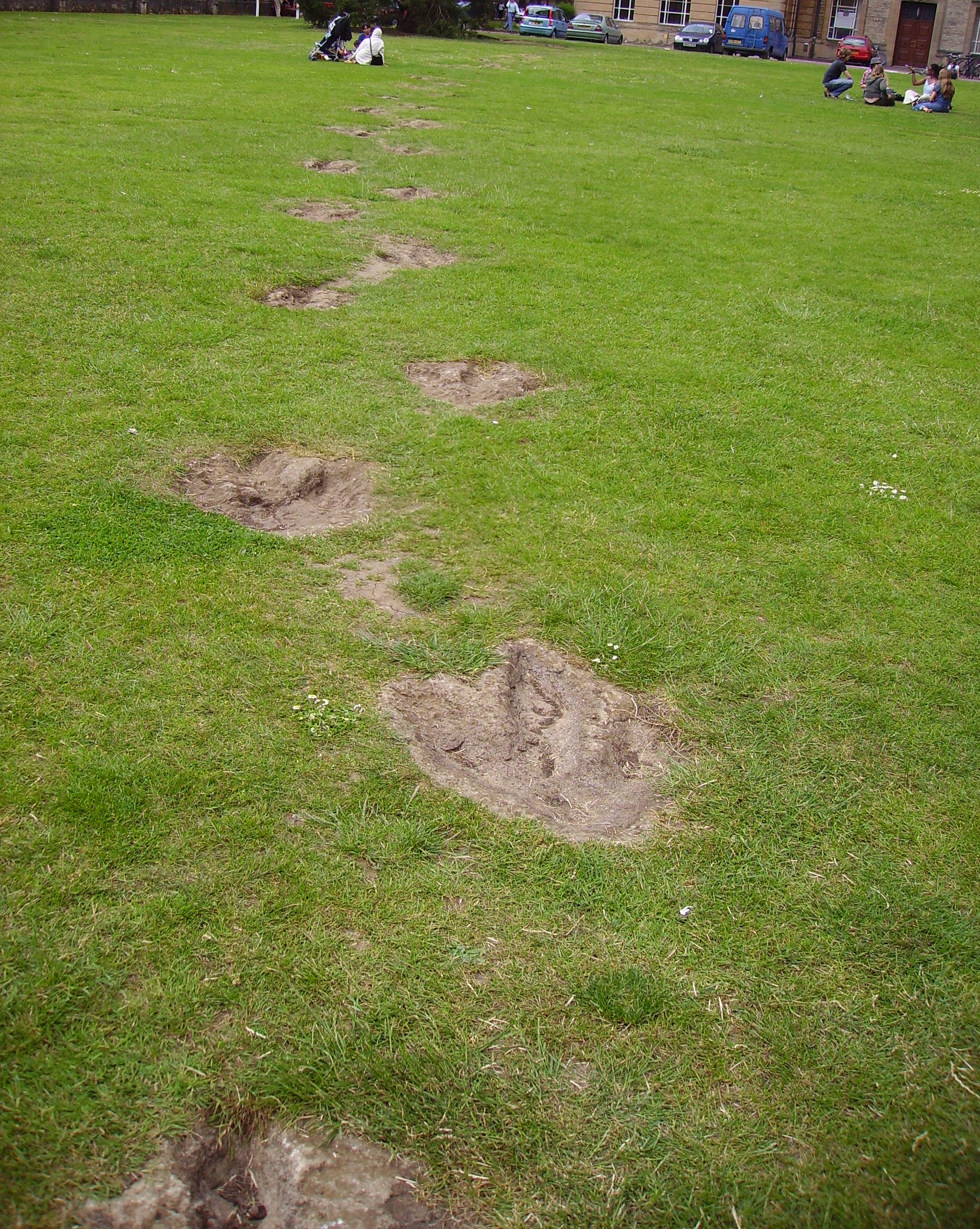
メガロサウルスの足跡の復元

博物館の塔は、渡り鳥のアマツバメが巣を作る場所として人気がある。正面入り口付近のディスプレイにライブストリーミング配信を行うカメラが設置されている。
2020年3月17日、COVID-19パンデミックの影響により無期限休館となった。2020年9月22日に制限付きで再開した。
博物館の前のセコイアデンドロンの木は2006年には高さ35.7mであった。「オックスフォード中心部で最も高い物体」として2024年には落雷があったときに保護するために避雷針が取り付けられた。

## ポップカルチャー
様々な映画、テレビ番組、ドキュメンタリーに登場している。
2017年のSFアクション映画『トランスフォーマー/最後の騎士王』においては、オックスフォード周辺で様々なシーンが撮影された。ヴィヴィアン・ウェンブリー（ローラ・ハドック）が学生のグループにツアーをしているところにエドモンド・バートン（アンソニー・ホプキンス）が現れるシーンは、大学と博物館で撮影された。
BBC OneとHBOのファンタジードラマ『ダーク・マテリアルズ/黄金の羅針盤』が撮影された。
キット・ハリントンとリア・マクヒューが出演した、マーベルのスーパーヒーロー映画『エターナルズ』の削除シーンが撮影された。